# 独花报春属
独花报春属（学名：Omphalogramma）是报春花科下的一个属，为多年生草本植物。该属共有13种，分布于喜马拉雅、缅甸和中国。